# Нагорная линия
Наго́рная линия — третья, проектируемая линия Нижегородского метрополитена. На схемах планируется обозначение зелёным цветом и числом 3.

## Первый пусковой комплекс
Участок будет открыт ориентировочно после 2030 года и будет включать в себя следующие станции:
- «Кремлёвская»
- «Покровская»
- «Горьковская» с пересадкой на станцию «Горьковская» Автозаводской линии
- «Лядовская»

Строительство первого пускового комплекса в первую очередь разгрузит площадь Лядова и снизит нагрузку на проезжую часть Большой Покровской улицы. Во-вторых, Нагорная линия позволит горожанам и туристам быстрее добраться до Кремля и многих других достопримечательностей исторической части города.

## Развитие
В планах у бывшего губернатора Нижегородской области Валерия Шанцева было построить 15 новых станций в Верхней части города, после открытия «Оперного театра» и «Сенной».
Пуск следующих станций — «Гагаринская», «Медицинская», «Приокская», «Мыза» и «Щербинки» — будет способствовать разгрузке проспекта Гагарина и трассы М7, на которых собираются многокилометровые пробки. Также, благодаря открытию этих станций, станет более доступной отдалённая часть города — микрорайон Щербинки. Затем планируется соединить между собой город и область. Так, метро протянется до станции «Новинки», которую планируется построить в Богородском районе Нижегородской области. Планируемый пусковой участок будет включать в себя станции:
- «Головановская»
- «Ипподром»
- «Нагорная»
- «Ольгино» с пересадкой на станцию «Ольгино» Автозаводской линии
- «Кусаковка»
- «Новинки»

### Депо
Нагорную ветку будет обслуживать электродепо «Мыза», располагающееся в районе станций «Мыза» и «Щербинки».

## Альтернативная версия развития

Схема развития Нижегородского метрополитена после 2025 года. Показан альтернативный вариант Нагорной линии

Существует также ещё один план развития Нагорной линии Нижегородского метрополитена. Он подразумевает собой прохождение ветки через Нижегородский и Советский районы, а также Богородский район Нижегородской области. Но в этом варианте не будут затронуты ни Приокский район, ни проспект Гагарина. Таким образом проблема пробок в Нагорной части Нижнего Новгорода никак не решится. Однако такой план развития позволит связать между собой наиболее отдалённые районы города (Советский и микрорайон Кузнечиха) и область.

### Список станций
- «Чёрный пруд»
- «Оперный театр» («Площадь Свободы») с пересадкой на станцию «Площадь Свободы» Автозаводской линии
- «Республиканская»
- «Панина»
- «Улица Сусловой»
- «Площадь Советская»
- «Верхнепечёрская»
- «Улица Рокоссовского»
- «Кузнечиха»
- «Анкундиновка»
- «Улица Ларина»
- «Константиново»
- «Бешенцево»
- «Ольгино» с пересадкой на станцию «Ольгино» Автозаводской линии
- «Новинки»